# Paalmes

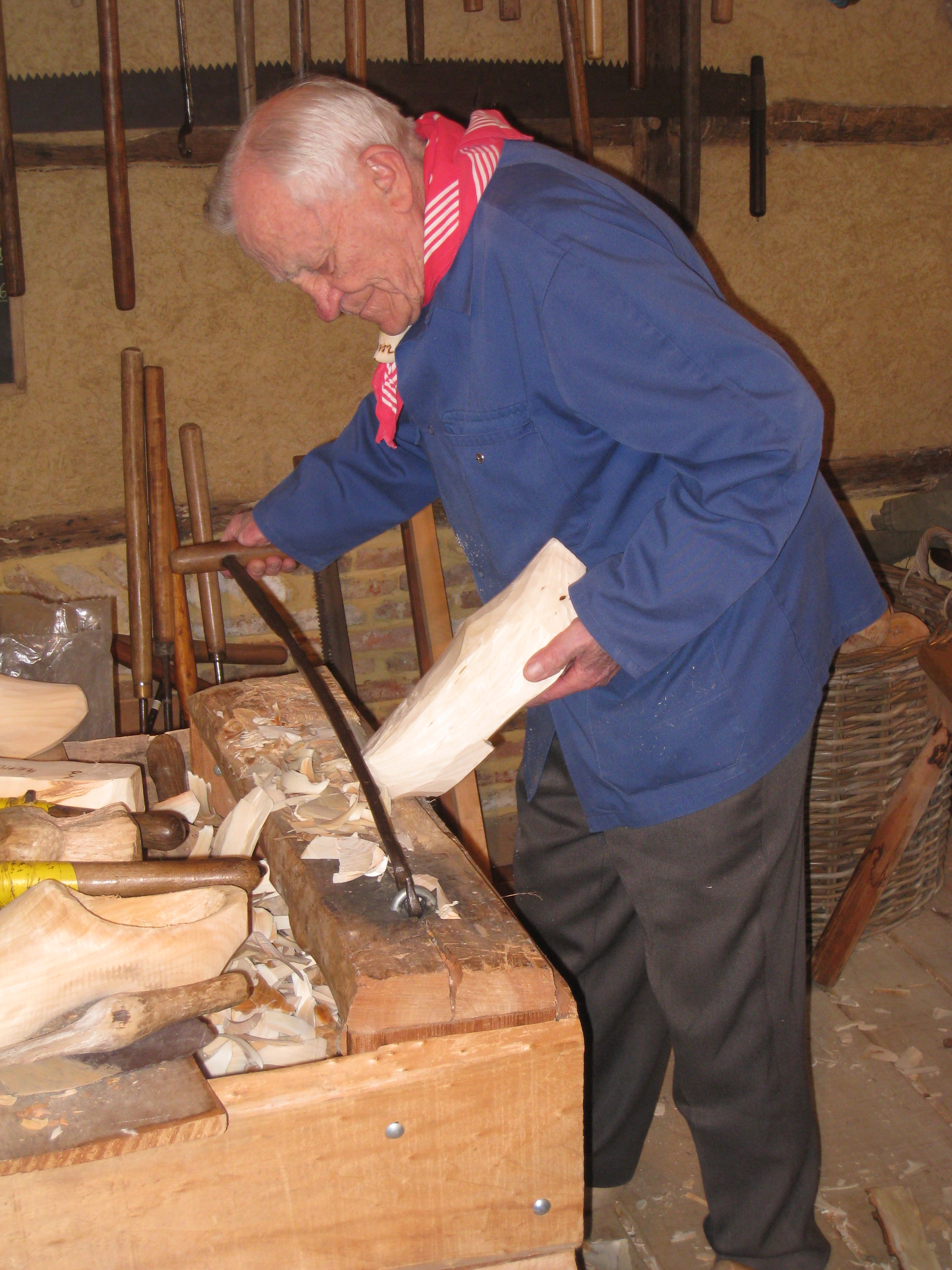
Klompenmaker aan het werk met een paalmes in het Klompenmuseum Den Eik te Laakdal

Een paalmes of krammes is een stuk gereedschap om op ambachtelijke wijze klompen te vervaardigen.

## Gebruik
Het paalmes, met een lengte van 70 tot 100 cm, is aan het ene uiteinde voorzien van een haaks op het mes bevestigd houten handvat. Aan de andere zijde zit een haak die met een zware kram op een werkbank bevestigd is. Deze werkbank noemt men ook snij- of krampaard of gewoon snijblok. De klompenmaker gebruikt het paalmes om uit de ruwe houten blok een klompschoen in de gewenste vorm te snijden. Hij snijdt met op- en neergaande bewegingen de grondvorm van een klomp uit de houtblok terwijl deze in schuine stand met de neus of de hiel steunt op de werkbank.